# Joel Huiqui
Joel Adrián Huiqui Andrade (ur. 18 lutego 1983 w Los Mochis) – meksykański piłkarz występujący na pozycji środkowego obrońcy, reprezentant Meksyku.

## Kariera klubowa
Huiqui wychowywał się w mieście Los Mochis w stanie Sinaloa. Jest wychowankiem klubu Cruz Azul ze stołecznego miasta Meksyk, lecz początkowo nie potrafił się przebić do seniorskiej drużyny i występował jedynie w drugoligowych rezerwach – Cruz Azul Hidalgo. W lipcu 2003 na zasadzie rocznego wypożyczenia przeniósł się do pierwszoligowego zespołu CF Pachuca, w którego barwach jako dwudziestolatek za kadencji szkoleniowca Víctora Manuela Vuceticha zadebiutował w meksykańskiej Primera División, 10 sierpnia 2003 w zremisowanym 1:1 spotkaniu z Tigres UANL. Mimo młodego wieku od razu został kluczowym defensorem ekipy i w swoim debiutanckim, jesiennym sezonie Apertura 2003 zdobył z nią tytuł mistrza Meksyku. Po powrocie do Cruz Azul również z miejsca wywalczył sobie miejsce w linii obrony i premierowego gola w najwyższej klasie rozgrywkowej strzelił 20 listopada 2004 w wygranej 1:0 konfrontacji z Santosem Laguna.
W wiosennym sezonie Clausura 2008 Huiqui zdobył z Cruz Azul tytuł wicemistrza kraju, będąc podstawowym piłkarzem zespołu, lecz w maju 2008 doznał złamania kości piszczelowej, wskutek którego musiał pauzować przez kolejne sześć miesięcy. Pod jego nieobecność drużyna w sezonie Apertura 2008 powtórzyła sukces w postaci wicemistrzostwa kraju. Bezpośrednio po rekonwalescencji, w grudniu 2008, zawodnik doznał kolejnego urazu kości piszczelowej, przez co został zmuszony do kolejnej kilkumiesięcznej przerwy. W 2009 roku, będąc niegrającym członkiem składu, dotarł z Cruz Azul do finału najbardziej prestiżowych rozgrywek kontynentu – Ligi Mistrzów CONCACAF, a w październiku 2009 po niemal półtora roku przerwy powrócił na boisko i w sezonie Apertura 2009 wywalczył trzeci w swojej karierze tytuł wicemistrzowski. W grudniu 2009 już trzeci raz złamał jednak kość piszczelową w prawej nodze, co wiązało się z kolejną półroczną pauzą. W 2010 roku kolejny raz doszedł ze swoim zespołem do finału północnoamerykańskiej Ligi Mistrzów, a ogółem w barwach Cruz Azul spędził niemal siedem lat – poważne kontuzje nie pozwoliły mu jednak w pełni wykorzystać potencjału.
Wiosną 2011 Huiqui został wypożyczony do drużyny Monarcas Morelia, gdzie od razu został kluczowym punktem defensywy i czołowym stoperem ligi meksykańskiej. Już w pierwszym sezonie Clausura 2011 wywalczył z Morelią swoje czwarte wicemistrzostwo kraju, zaś kilka miesięcy później objął rolę nowego kapitana ekipy. Po upływie półtora roku za sprawą swoich świetnych występów dołączył do klubu na zasadzie transferu definitywnego. W sezonie Apertura 2013 zdobył ze swoją drużyną puchar Meksyku – Copa MX, natomiast w 2014 roku osiągnął z Morelią krajowy superpuchar – Supercopa MX. Kilka miesięcy później stracił jednak miejsce w składzie na rzecz nowo pozyskanego Marco Torsiglieriego i – już w roli rezerwowego – w 2015 roku zajął drugie miejsce w superpucharze kraju.
W styczniu 2016 Huiqui udał się na wypożyczenie do drugoligowego Cafetaleros de Tapachula.
| Sezon     | Klub                     | Kraj   | Rozgrywki  | Mecze | Bramki |
| --------- | ------------------------ | ------ | ---------- | ----- | ------ |
| 2001/2002 | Cruz Azul Hidalgo        | Meksyk | Ascenso MX | 17    | 0      |
| 2002/2003 | Cruz Azul Hidalgo        | Meksyk | Ascenso MX | 26    | 1      |
| 2003/2004 | CF Pachuca               | Meksyk | Liga MX    | 38    | 0      |
| 2004/2005 | Cruz Azul                | Meksyk | Liga MX    | 29    | 1      |
| 2005/2006 | Cruz Azul                | Meksyk | Liga MX    | 29    | 0      |
| 2006/2007 | Cruz Azul                | Meksyk | Liga MX    | 36    | 3      |
| 2007/2008 | Cruz Azul                | Meksyk | Liga MX    | 22    | 0      |
| 2008/2009 | Cruz Azul                | Meksyk | Liga MX    | 0     | 0      |
| 2009/2010 | Cruz Azul                | Meksyk | Liga MX    | 6     | 0      |
| 2010/2011 | Cruz Azul                | Meksyk | Liga MX    | 13    | 0      |
| 2010/2011 | Monarcas Morelia         | Meksyk | Liga MX    | 20    | 1      |
| 2011/2012 | Monarcas Morelia         | Meksyk | Liga MX    | 37    | 1      |
| 2012/2013 | Monarcas Morelia         | Meksyk | Liga MX    | 37    | 3      |
| 2013/2014 | Monarcas Morelia         | Meksyk | Liga MX    | 34    | 1      |
| 2014/2015 | Monarcas Morelia         | Meksyk | Liga MX    | 28    | 0      |
| 2015/2016 | Monarcas Morelia         | Meksyk | Liga MX    | 5     | 0      |
| 2015/2016 | Cafetaleros de Tapachula | Meksyk | Ascenso MX |       |        |

## Kariera reprezentacyjna
W 2002 roku Huiqui został powołany przez szkoleniowca Eduardo Rergisa do reprezentacji Meksyku U-20 na Mistrzostwa Ameryki Północnej U-20, gdzie wystąpił we wszystkich trzech meczach od pierwszej do ostatniej minuty, zdobywając gola samobójczego w konfrontacji z Gwatemalą (4:1), natomiast jego drużyna zanotowała na panamskich boiskach dwa zwycięstwa i porażkę, zajmując drugie miejsce w grupie. Rok później znalazł się w składzie na Młodzieżowe Mistrzostwa Świata w ZEA. Tam również pełnił rolę podstawowego zawodnika swojej drużyny narodowej i rozegrał wszystkie możliwe trzy spotkania w pełnym wymiarze czasowym, nie wpisując się na listę strzelców. Jego kadra zanotowała natomiast bilans remisu i dwóch porażek, plasując się na ostatnim miejsce w grupie, przez co nie zdołała zakwalifikować się do dalszych gier i odpadła z młodzieżowego mundialu już w fazie grupowej.
W seniorskiej reprezentacji Meksyku Huiqui zadebiutował za kadencji selekcjonera Ricardo La Volpe, 8 października 2005 w wygranym 5:2 spotkaniu z Gwatemalą w ramach eliminacji do Mistrzostw Świata 2006. Premierowego i zarazem jedynego gola w kadrze narodowej strzelił natomiast w swoim czwartym występie, 14 grudnia tego samego roku w wygranym 2:0 meczu towarzyskim z Węgrami. W międzyczasie występował w kwalifikacjach do mundialu, podczas których rozegrał ogółem dwa spotkania i był bliski powołania na Mistrzostwa Świata w Niemczech, występując w kilku sparingach przed tym turniejem. La Volpe nie umieścił go jednak w ostatecznej kadrze na światowy czempionat, powołując w jego miejsce znacznie bardziej doświadczonego Claudio Suáreza.
W 2012 roku Huiqui po sześciu latach nieobecności powrócił do reprezentacji, biorąc udział w udanych ostatecznie dla jego kadry eliminacjach do Mistrzostw Świata 2014, pełniąc jednak rolę rezerwowego stopera; tylko raz pojawił się wówczas na boisku. W 2013 roku został powołany przez selekcjonera José Manuela de la Torre do złożonej z graczy występujących wyłącznie na krajowych boiskach kadry na Złoty Puchar CONCACAF. Tam pełnił rolę kapitana i lidera zespołu, rozgrywając wszystkie pięć meczów w pełnym wymiarze czasowym, natomiast Meksykanie odpadli wówczas z rozgrywek w półfinale po porażce z Panamą (1:2). Były to zarazem jego ostatnie występy w reprezentacji – swój bilans w kadrze narodowej zamknął na czternastu rozegranych spotkaniach.